# École d'humanité
L' École d'humanité est un internat international progressif situé à Hasliberg, en Suisse, dans l'Oberland Bernois. Il a été fondé en 1934 par l'éducateur progressiste Paul Geheeb et son épouse Edith Geheeb Cassirer.

## Histoire
En 1910, P. Geheeb avait établi une école similaire, l'Odenwaldschule, dans son Allemagne natale. Après l'arrivée au pouvoir du parti national socialiste, il s'enfuit en Suisse pour fonder la nouvelle école. Il reprend d'abord la direction de l'Institut Monnier, sis à Versoix (canton de Genève), avec W. Gunning avant de créer L'École d'Humanité. En 1946, l'École déménage à Goldern, Hasliberg, où elle est toujours en activité.
Grâce à l'énergie d'Edith Geheeb, l'école se stabilisa progressivement au courant des années 1950.  
L'organisation de l'école est fondée sur le principe de communauté des cultures. Les éléments clés sont l'absence de notes ou de cours obligatoires et les dortoirs collégiaux pour étudiants de tous âges. L'école met fortement l'accent sur les arts et le sport, en consacrant uniquement la matinée aux cours et l'après-midi à tous types d'activités sportives et artistiques en mettant à profit son emplacement pour la pratique des sports de montagne tels que la randonnée, l'alpinisme et le ski.
En 1956, Natalie Lüthi-Peterson, diplômée de Wellesley et protégée des Geheeb, a pris en charge le programme américain de l'École, permettant aux étudiants de se préparer aux examens nécessaires à l'entrée dans les collèges américains grâce à leurs études en Suisse. À la mort de Paul Geheeb en 1961, la direction de l'école a été prise en charge par Natalie Lüthi-Peterson et son mari suisse Armin Lüthi. Ils sont restés en poste jusqu'en 1993.
De nos jours, environ un tiers des étudiants de l'école est inscrit au programme américain, les deux tiers restants étant inscrits au système éducatif suisse.

## Anciens élèves
- Milein Cosman, artiste germano-britannique (1921-2017)
- Ladislaus Löb, universitaire hungaro-roumano-britanno-suisse (1933-2021)
- Rajiv Gandhi, premier ministre indien (1944-1991)
- Sanjay Gandhi, député indien (1946-1980)
- Sarah Gorham, poétesse américaine (née en 1954)
- Hans Zimmer, compositeur germano-américain (né en 1957)
- Stephan Eicher, auteur-compositeur-interprète suisse (né en 1960)
- Eve Blau, universitaire austro-américaine
- Limi Feu, styliste japonaise (née en 1974)